# Linda Marija Baros
Linda Marija Baros (fr. Linda Maria Baros, rum. Linda Maria Baros; rođena 6. avgusta 1981. u Bukureštu, Rumunija) je pesnikinja, prevodilac i književni kritičar na rumunskom i francuskom jeziku. Već više godina živi u Parizu.
Dobitnik je prestižne Nagrade Gijom Apoliner (Prix Guillaume Apollinaire), Francuska, 2007.
Fracuski kritičari smatraju je jednom od ličnosti koje su se afirmisale u potpunosti dosad – jedna je od važnih savremenih književnika i pesnika 21. veka. 
Do sada je odrzala preko 500 intervencija: lektire, recitali i konferencije.
Poezija joj je izdata u 25 zemalja.

## Biografija
Linda Marija Baros je bila učenica Centralne škole u Bukureštu i gimnazije „Victor-Duruy” u Parizu. Studirala je modernu književnost na Sorboni, Pariz IV, gde je dobila titulu magistra iz komparativne književnosti. Doktorirala je sa summa cum laude u okviru Univerziteta Pariz-Sorbona i Bukureštanskog Univerziteta 2011. godine.
U Francuskoj je vanredni profesor od 2012. godine. U Parizu je I generanlni sekretar Koledža komparativne književnosti. 
Od 2002. je I član Udruženja književnika Rumunije, a od 2005. osnivač i direktor književnog časopisa VERSUs/m. Takođe je inicijator i ko-organizator rumunskog festivala Primavara Poetilor / Le Printemps des Poetes (Proleće pesnika).
U Parizu je 2005. postala lektor jedne velike francuske izdavačke kuće, a zatim pomoćnik sekretara Asocijacije prevodilaca rumunske literature u u Parizu (2006), odgovorni urednik književnog časopisa Seine et Danube (2009—2010), prvi pomoćnik generalnog sekretara Asocijacije Nova Plejada (od 2009).
Od 2010. je član francuskog žirija za poeziju Max-Pol Fochet, zajedno sa drugim velikim književnicima, kao i doživotni član čuvene nagrade Gijom Apoliner, Francuska (od 2011).

## Književna dela
Debitovala je 1988. sa pesmom objavljenom u jednom književnom časopisu.

### Poezija
- L’autorute A4 et Autres poems (Auto-put A4 i druge pesme), Francuska, 2009 9782841161478
- La maison en lames de rasoir (Kuca od ostrice brijaca), Francuska. 2007.  978-2-84116-116-4..[10]
- Le livre de signes et d’ombres (Recnik znakova i senki), Francuska. 2004.  978-2-84116-096-9..
- Poemul cu cap de mistret (Pesma sa glavom divlje svinje), Bukurešt, 2003
- Amurgu-i departe, smulge-i rubanul!  (Zalazak sunca), Bukurešt, 2001

Njene pesme su prevedene u 25 zemalja sveta: Velika Britanija, SAD, Španija, Holandija, Belgija, Italija, Nemačka, Svajcarska, Luksemburg, Maroko, Irak, Srbija, Hrvatska, Makedonija, Slovenija, Bugarska, Albanija, Kanada, Ukrajina, Letonija, Litvanija, Bangladeš, Meksiko, Japan i Finska.

### Poezija - prevodi na stranim jezicima
- litvanskom - Bārdasnažu asmeņu nams (Kuća od oštrice brijaca), prevod Dagnija Dreika, Daugava, Riga, Letonija, 2011
- bugarskom - Къща от бръснарски ножчета (Kuća od oštrice brijaca), prevod Aksinia Mihajilova, BFL, Sofija, Bugarska, 2010
- rumunskom - Le livre de signes et d’ombres (Rečnik znakova i senki), Izdavačka kuća Zunimea, Jaši, Rumunija, 2005

### Dramska dela
- Velike ličnosti se ne bave sitnicama, 2003
- Posetio me je kentaur…, 2002

### Kritika
- Passer en carène, 2005
- Les Recrues de la damnation, 2005

### Prevodi
Prevela je preko 30 knjiga: sa rumunskog na francuski dela Nikite Staneskua (Nichita Stanescu), Jona S. Popa, Anđele Marineke, Mircea Birsila, Floareu Cucujanua itd.
Sa francuskog/engleskog/španskog je na rumunski prevela poeziju Anri Mišoa (Henri Michaux), Borisa Vijana (Boris Vian), Gija Gofeta (Guy Goffette), Žože-Luiz Reij Palazona (Jose-Luis Reina Palazon) itd, kao i romane Alfonsa Dodea (Alphonse Daudet), Džejms Oliver Kervuda (James Oliver Curwood), Johane Špiri (Johanna Spyri) itd.
- 2008 je osnovala biblioteku ZOOM (135 autora sa izdatim delima).[11] Izdala je na francuskom Antologiju savremene rumunske poezije koja obuhvata 20 pesnika (2009).[12]

### Saradnje
Sarađuje sa raznim književnim časopisima kao pesnik, književni kritičar i prevodilac:
Pleiades, International Notebook of Poetry (SAD), Horizon Review, Poetry Review (Velika Britanija), Observator München, Galateea (Nemačka), Bunker Hill (Holandija), La Revue de Belles Lettres (Svajcarska), Revolver, Le Journal des Poètes, Langue vive (Belgija), Tageblatt, Le Quotidien, Le Jeudi (Luksemburg), Alora, la bien cercada, ABC, El Coloquio de los Perros (Spanija), Scritture Migranti, Formafluens (Italija), Électron libre (Maroko), Europe, La Revue littéraire, Po&sie, Poésie 2003, Aujourd’hui poème, Confluences poétiques, La Traductière, Nunc, Pyro, MIR, La page blanche, Hauteurs, Littérales, Ici & Là, Thauma, Le Bateau Fantôme, Seine et Danube (Francuska), România literara, Luceafarul, Apostrof, Viata româneasca, Arges, Calende, Tribuna, Astra, Academia de poezie, Ziarul de Duminica, Adevărul literar si artistic, Ziua literara, Noua literatura, VERSUs/m (Rumunija), Beagle (Japan), Shirdanra (Bangladez), Contre-jour, Langage & créativité (Kanada), La Otra (Meksiko), Apokalipsa (Slovenija), Gradina, Poetika, Književni list (Srbija) itd.

## Školski udžbenici
- Njena pesma, Rudarski konji je ušla kao obavezna lektira u Rumunski jezik i knjizevnost, udžbenik za XII razred osnovne škole (IV razred srednje škole), Editura Paralela 45, 2007.

## Antologije
Pesme Linde Marije Baros su obuhvaćene u više od 30 antologija:
- Antologija ženske savremene poezije frankofonije, Francuska, 2012
- Resistenze bruciate. Da Angela Marinescu a Linda Maria Baros (Sagorevanje - od Anđele Marinesku do Linde Marije Baros), Italija, 2012

- Les Très riches heures du Livre pauvre, Izdavačke kuć Gallimard, Francuska, 2011[14]
- Antologija savremene erotske ženske poezije francuskog jezika, Francuska, 2011
- Europski glasnik nº 15, Hrvatsko društvo pisaca, antologija, Zagreb, Hrvatska, 2010 
[тражи се извор]
- Antologija ljubavne poezije (od 11 - og do 21 veka), Francuska, 2010 - od Marie de France do Linde Marije Baros[15]
- Runoilevien naisten kaupunki (Tvrdjava pesnjikinja) - 12 pesnikinja iz celog sveta, Finska, 2010[16]
- Couleurs Femmes, Francuska, 2010[17]
- Antiutopijska poezija, Rumunija, 2010[18]
- Glasovi Mediterana, Francuska, 2008
- Antologija 30 godina - 30 glasova, Francuska, 2008
- Poesía francesa contemporánea (Savremena francuska poezija. Sedamnaest pesama), Spanija, 2008
- Poezija na francuskom jeziku. 144 pesama iz celog sveta, Francuska, 2008

- Poëzie van dichters uit de hele wereld, Roterdam, Holandija, 2008[20]
- Knjževna godina 2005- antologija, Izdavačke kuće Segheres, Francuska, 2006[21]

## Književne nagrade
- Nacionalna nagrada za poeziju Jon Minulesku (Ion Minulescu), Rumunija, 2008
- Nagrada Gijom Apoliner, najznačajnija nagrada za poeziju Francuske – za Kuća od oštrice brijaca, 2007[22]
- Nagrada "Pesnička vokacija – za Recnik znakova i senki, Francuska, 2004
- Nagrada za prevod Međunarodne Akademije Mihaj Eminesku (Mihai Eminescu), Rumunija, 2002
- Nagrda za poeziju u okviru Festivala Prolece Pesnika, Francuska, 2001

## Stipendije za prevode
- VERSschmuggel, Berlin, Nemačka, 2011
- Vertalershuis, Amsterdam, Holandija, 2007
- Centre de Rencontres Abbaye Neumünster, Luksemburg, 2006
- The 3rd Poetry Translation Workshop The Golden Boat, Slovenija, 2005
- Collège Européen des traducteurs littéraires de Seneffe, Belgija, 2003

## Međunarodni festivali
Od 40 međunarodnih festivala.
- Međunarodni književni festival Novi Sad, Srbija, 2012

- Međunarodni festival poezije Voix de la Méditerranée, Francuska, 2012

- Le Printemps des Poètes, Francuska, 2012
- Zeitkunst Festival, Nemačka, 2011

- Međunarodni festival poezije Poetas del Mundo Latino, Meksiko, 2011[27]
- Poesiefestival, Berlin, Nemačka, 2011[28]
- Le Festival MidiMinuitPoésie, Nant, Francuska, 2011
- Međunarodni bijenale poezije, Lijež, Belgija, 2010 [тражи се извор]
- Međunarodni festival poezije Wallonie-Bruxelles, Namir, Belgija, 2010[29]
- Francusko britanski festival, Pariz, Francuska, 2010
- Le Printemps des Poètes (Proleca Pesnika), Francuska, 2010
- Međunarodni bijenale poezije, Saint-Quentin-en-Yvelines Francuska, 2009

- Festival International de la Poésie, Trois-Rivières, Kvebek, Kanada, 2008
- Poetry International, Roterdam, Holandija, 2008
- Primavera dei Poeti Italija, 2008
- World Poetry Day, Belgrad, Srbija, 2008
- La Mar de Letras, Kartahena, Španija, 2008

- Le Printemps des Poètes Luksemburg, 2008
- Dacia-Mediterana festival, (Francuska, 2007
- Le festival international de poésie Teranova, Mec, Francuska, 2006
- Le festival international de poésie Antares, Galaci, Rumunija, 2006
- Međunarodni bijenale poezije Lijež, Belgija, 2005
- Odyssey International Festival, Aman, Jordan, 2005
- Međunarodni festival poezije, Rabat, Maroko, 2004
- Međunarodni festival književnosti, Neptun, Rumunija, 2001

## Spoljašnje veze
- sluzbeni sajt Linde Marije Baros
- poezija (srpski)
- poèmes de Linda Maria Baros poezija (francuski)
- poezija (engleski)
- poezija (rumunski)
- Linda Marija Baros na site-webu lirikeline.org - Nemačka (francuski, rumunski, nemački itd.)
- Linda Marija Baros na site-webu Proleca Pesnika - Francuska
- Bibleoteka ZOOM - 135 autora koje je prevela i objavila Linda Marija Baros